# Parco nazionale Wood Buffalo
Il Parco nazionale Wood Buffalo è il più grande parco nazionale del Canada: si estende infatti su una superficie di 44 807 chilometri quadrati tra la parte settentrionale dell'Alberta e la parte meridionale dei Territori del Nord-Ovest. Più grande della Svizzera, è il secondo parco nazionale più grande del mondo. Il parco è stato istituito nel 1922 per proteggere la più grande mandria di bisonti americani in libertà del mondo. Si stima che nel parco siano presenti circa 2 000-3 000 esemplari di bisonti (Wood Buffalo). Qui c'è inoltre l'unico sito riproduttivo conosciuto per la gru americana, uccello in serio pericolo d'estinzione.  È anche sede della più grande diga dei castori del mondo, lunga circa 850 m. e costruita in circa 30 anni, mentre in Canada solo una diga su 1 000 supera i 500 metri; il record precedente era una diga lunga 652 m. in Montana vicino al confine con l'Alberta.

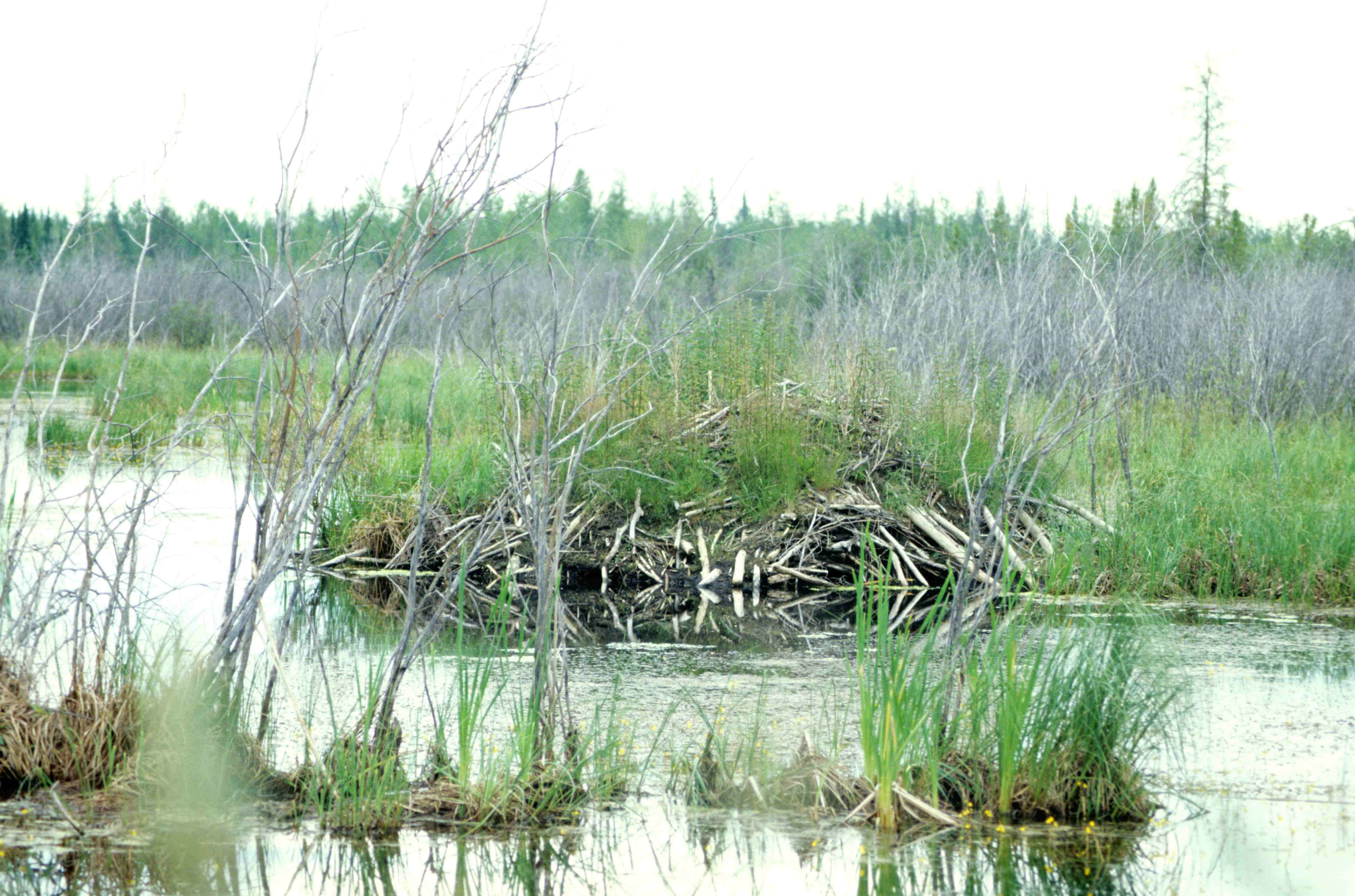
Rifugio di castori

Altri animali diffusi nel parco sono: alci, orsi neri americani, lupi, linci, castori, topi muschiati, lepri americane, gru canadesi e varie specie di serpenti.

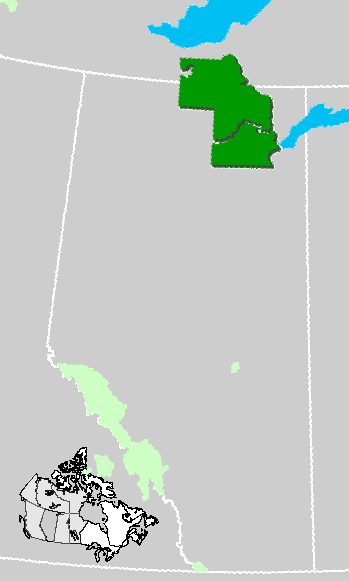
Posizione del parco Wood Buffalo nello stato dell'Alberta

All'interno dei confini del parco si trova uno dei più grandi delta interni del mondo, formato dalla confluenza dei fiumi Athabasca e Peace, oltre che un'ampia zona carsica. Le sorgenti più grandi dell'Alberta (in volume, con una portata stimata di otto metri cubi al secondo), Neon Lake Springs, sono situate nel drenaggio del fiume Jackfish. Wood Buffalo si trova direttamente a nord delle sabbie bituminose dell'Athabasca.

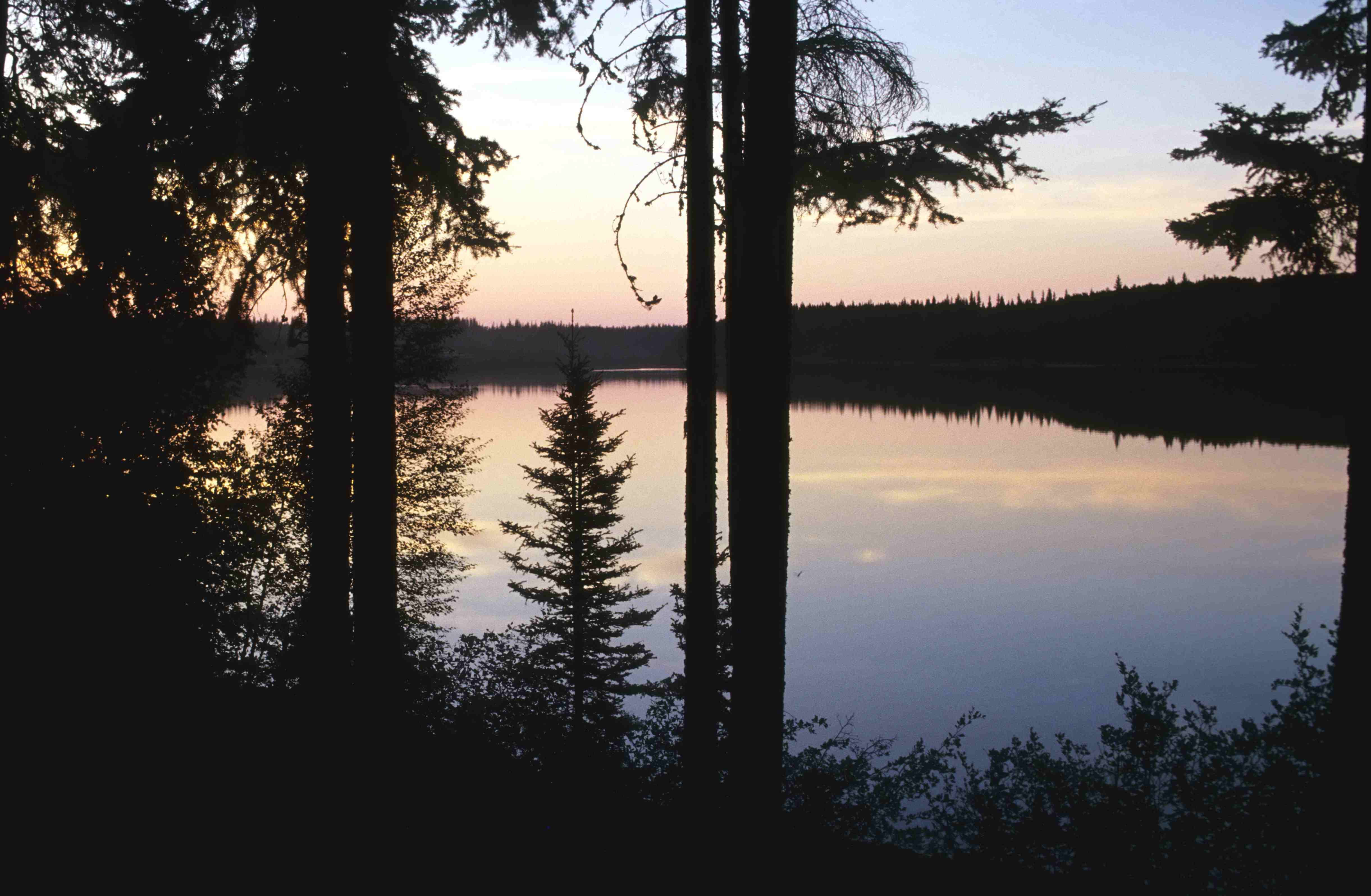
Pine Lake

Il parco varia in altitudine da 183 m. nel Little Buffalo River a 945 m. nelle Caribou Mountains. Il quartier generale del parco è a Fort Smith, con un ufficio satellite più piccolo a Fort Chipewyan, Alberta. 
Il parco nazionale Wood Buffalo è stato inserito nel 1983 nell'elenco dei patrimoni dell'umanità dell'UNESCO. È l'esempio ecologicamente più completo e più grande dell'ecosistema delle praterie delle Grandi Pianure-Boreali del Nord America.
Il 28 giugno 2013, la Royal Astronomical Society of Canada ha designato il Wood Buffalo National Park come la più recente e la più grande riserva del cielo scuro del Canada. La designazione aiuta a preservare l'ecologia notturna per le grandi popolazioni di pipistrelli, falchi notturni e gufi del parco, oltre a fornire ai visitatori l'opportunità di sperimentare l'aurora boreale.

## Storia

### Prima del parco
Questa regione è stata abitata da culture umane sin dalla fine dell'ultima era glaciale. I popoli aborigeni di questa regione hanno seguito variazioni sul modo di vita subartico, basato sulla caccia, la pesca e la raccolta. Situata alla confluenza di tre grandi fiumi utilizzati come rotte in canoa per il commercio (i fiumi Athabasca, Peace e Slave), la regione - in seguito definita come parco nazionale - è stata percorsa dalle popolazioni indigene per millenni.
In tempi documentati, i Dane-zaa (storicamente chiamati la tribù dei castori), i Chipewyan, gli schiavi del sud (Dene Tha') e i Woods Cree abitavano la regione, dove a volte competevano per le risorse e il commercio. I Dane-zaa, i Chipewyan e gli Slavey del Sud parlano (o parlavano) lingue della famiglia degli Athabaskan settentrionali. Queste lingue sono comuni anche tra i popoli delle regioni a nord e a ovest del parco, che si chiamano collettivamente Dene. I Cree, al contrario, sono un popolo algonchino. Si pensa che siano migrati qui da est nel periodo della storia documentata, poiché la maggior parte dei popoli di lingua algonchina si trovano lungo la costa atlantica, dal Canada e a sud attraverso gran parte degli Stati Uniti.
Qualche tempo dopo il 1781, quando un'epidemia di vaiolo decimò la regione, i Dene e i Cree fecero un trattato di pace a Peace Point attraverso la cerimonia della pipa. Questa è l'origine del nome del fiume della pace che attraversa la regione: il fiume veniva utilizzato per definire un confine tra i Dane-zaa a nord e i Cree a sud. 

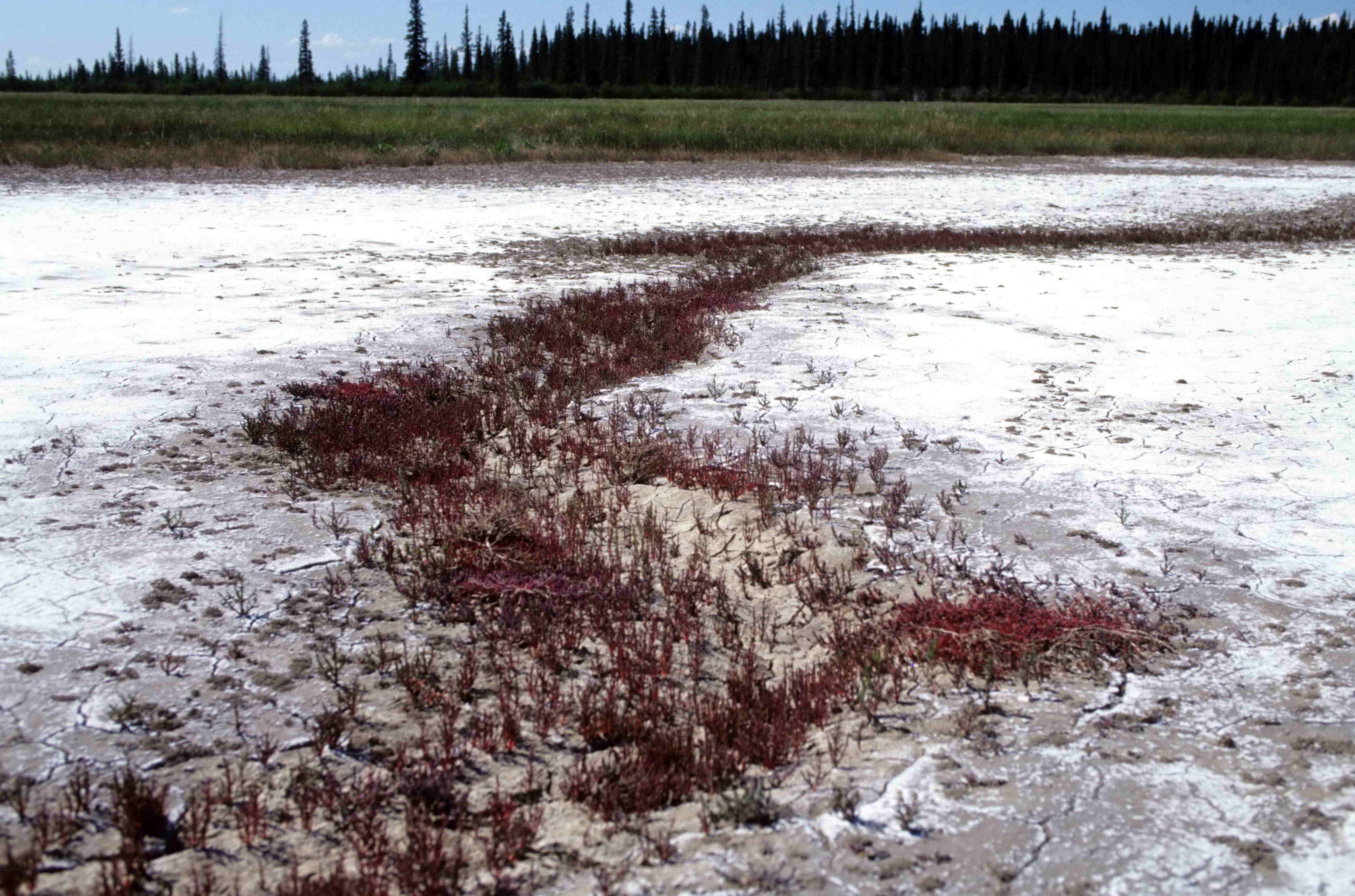
Pianure di sale con salicornia rubra

Si ritiene che l'esploratore Peter Pond abbia attraversato la regione nel 1785, probabilmente il primo europeo a farlo, seguito da Alexander Mackenzie tre anni dopo. Nel 1788 i commercianti di pellicce britannici stabilirono postazioni a Fort Chipewyan, appena ad est degli attuali confini del parco, e a Fort Vermilion vicino ad ovest. I commercianti di pellicce nordamericane utilizzarono il fiume Peace come parte della loro rete di rotte in canoa. Il popolo Métis, discendente inizialmente di commercianti europei e donne indigene, si sviluppò come un altro importante gruppo etnico della regione.
Dopo quasi un altro secolo di dominazione da parte della Compagnia della Baia di Hudson, il Canada acquistò i diritti della compagnia sulla regione. L'agricoltura non è mai stata sviluppata in questa parte del Canada occidentale, a differenza del sud. La caccia e la cattura sono rimaste l'industria dominante fino al XX secolo e sono ancora vitali per molti dei suoi abitanti. In seguito alla corsa all'oro del Klondike del 1897, il governo canadese era impegnato ad estinguere il titolo aborigeno sulla terra. Voleva essere in grado di sfruttare qualsiasi ricchezza mineraria trovata in futuro. La Corona firmò il Trattato 8 con questi popoli il 21 giugno 1899, acquisendo gran parte del territorio come terra della Corona.

### Parco nazionale

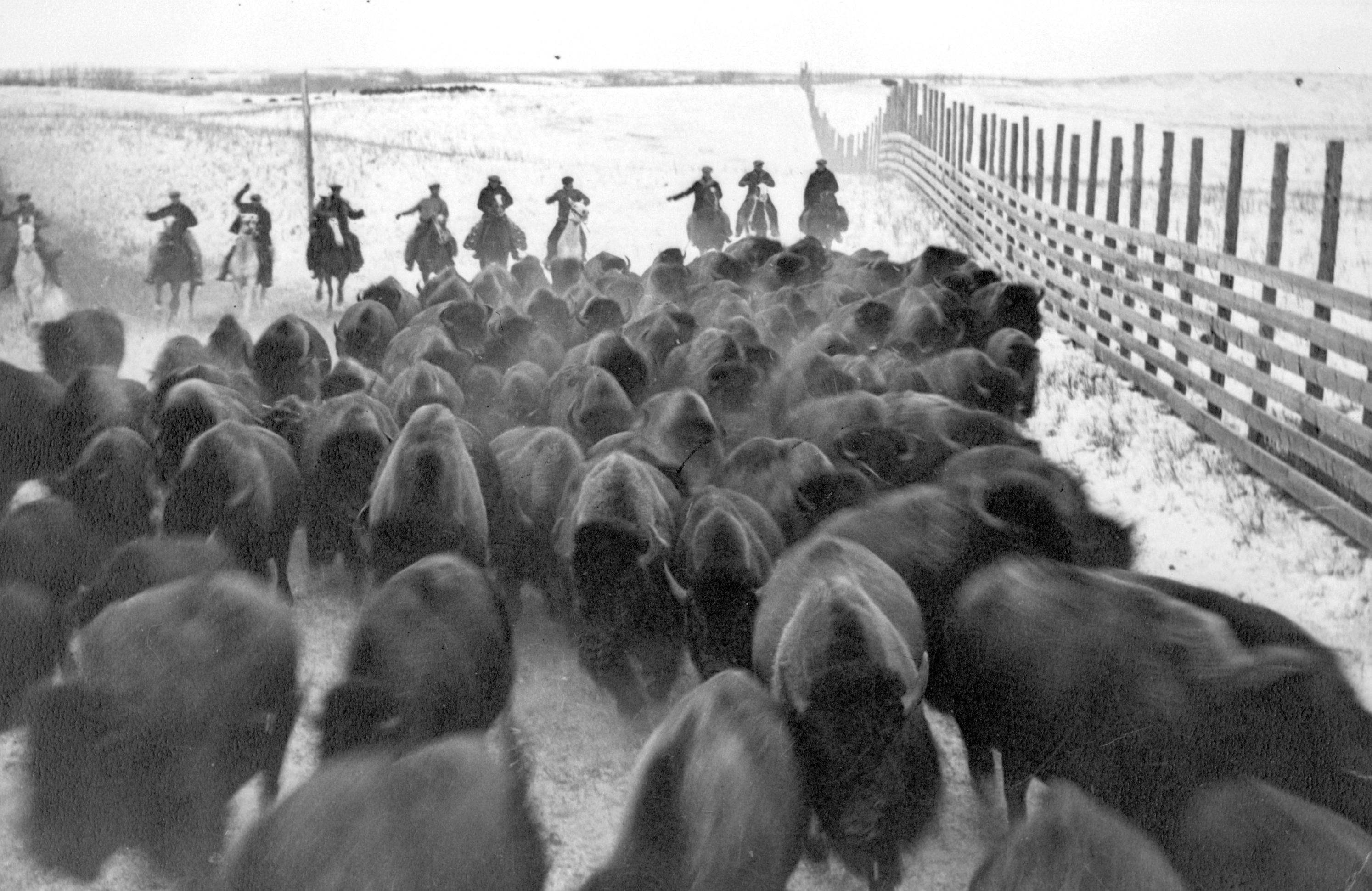
I bisonti delle pianure furono trasferiti qui dal Parco Nazionale di Buffalo negli anni '20, ma portarono malattie e si mescolarono con il bisonte dei boschi, causando un calo del loro numero.

Istituito nel 1922, il parco circonda completamente diverse riserve indiane come Peace Point e ʔejëre K'elnı Kuę́ (chiamato anche Hay Camp).
Nonostante le proteste dei biologi, tra il 1925 e il 1928 il governo trasferì qui quasi 6 700 bisonti di pianura dal Parco Nazionale di Buffalo, per evitare l'abbattimento di massa voluto in quest'ultimo parco a causa della sovrappopolazione. I bisonti delle pianure si mescolarono con i 1 500-2 000 bisonti dei boschi locali e portarono malattie come la tubercolosi bovina e la brucellosi, che introdussero nella mandria di bisonti dei boschi. Da quel momento i funzionari del parco hanno cercato di rimediare a questo danno, effettuando successivi abbattimenti di animali malati.
Nel 1957, una mandria di bisonti di legno sana e relativamente pura di 200 esemplari fu scoperta vicino al fiume Nyarling. Nel 1965, 23 di questi bisonti furono trasferiti sul lato sud del Parco Nazionale di Elk Island. Oggi sono 300 e sono i bisonti dei boschi più geneticamente puri rimasti.

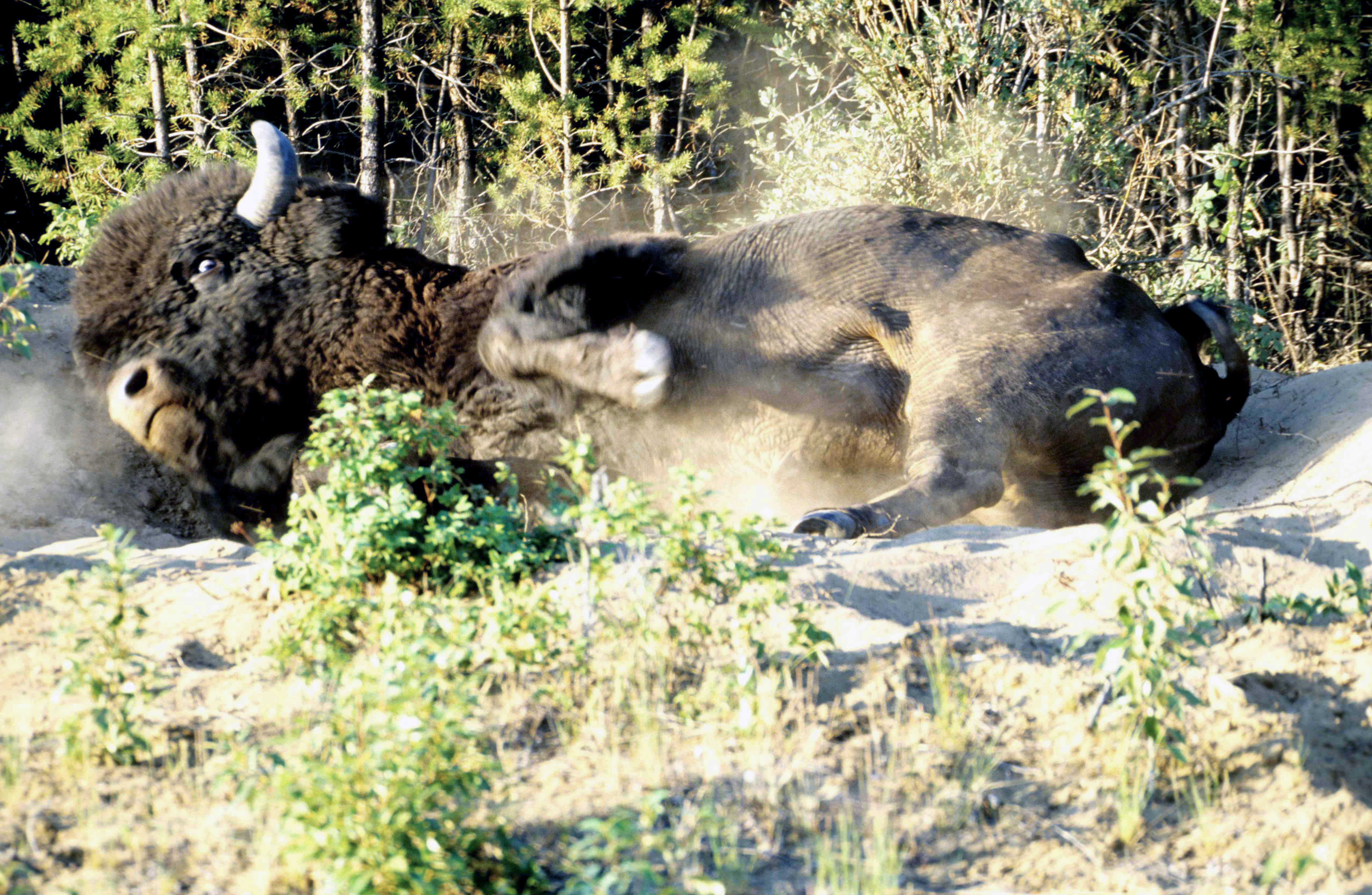
Bisonte Wood (non puro)

Tra il 1951 e il 1967, 4 000 bisonti furono uccisi e 910 tonnellate di carne furono vendute da un macello speciale costruito a Hay Camp. Questi abbattimenti più piccoli non hanno sradicato le malattie. Nel 1990, il governo annunciò un piano per distruggere l'intera mandria e ripopolare il parco con bisonti indenni da malattie provenienti dal Parco Nazionale di Elk Island. L'opinione pubblica reagì negativamente e il piano fu abbandonato.
La governance locale all'interno della parte dell'Alberta del Wood Buffalo National Park è stata introdotta il 1º gennaio 1967, con l'incorporazione di un distretto numerato come Improvement District No. 24 il 1º gennaio 1969.

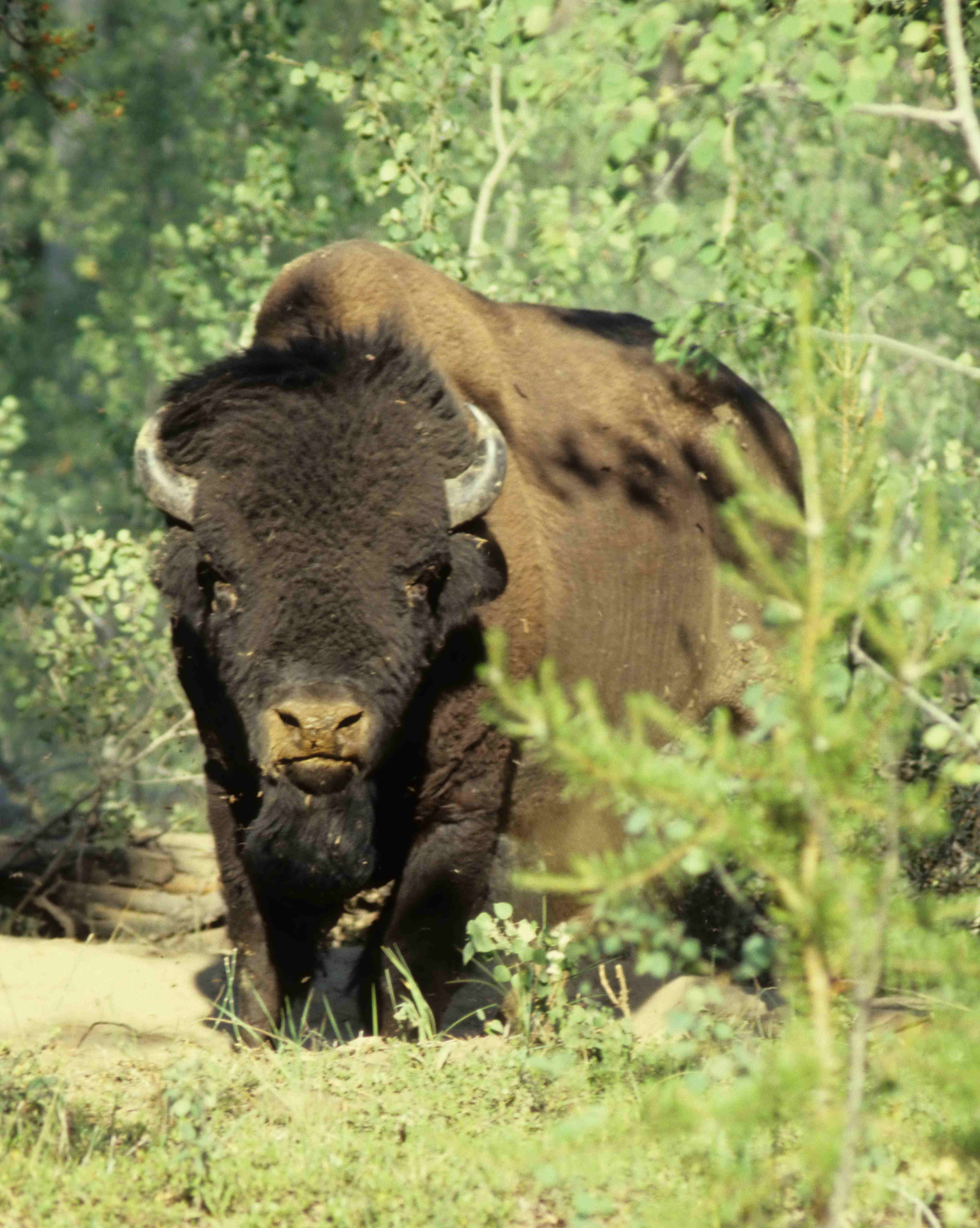
Un bisonte dei boschi nel Parco nazionale Wood Buffalo

Nel 1983, un contratto di locazione di 21 anni è stato concesso alla Canadian Forest Products Ltd. per disboscare un'area di 50 000 ettari del Wood Buffalo National Park. La Canadian Parks and Wilderness Society ha intentato una causa contro Parks Canada per aver violato il National Parks Act. Prima dell'inizio del processo nel 1992, Parks Canada riconobbe che il contratto di locazione non era valido e non autorizzato dalle disposizioni della legge.
Nel marzo 2019, il Kitaskino Nuwenëné Wildland Provincial Park è stato istituito ai confini del Wood Buffalo National Park. La Mikisew Cree First Nation aveva inizialmente proposto di proteggere questa terra come parco. Preserva gli ecosistemi naturali delle aree industriali in espansione a nord di Fort McMurray. Il parco è stato creato dopo che tre compagnie petrolifere, Teck Resources, Cenovus Energy e Imperial Oil, hanno volontariamente rinunciato ad alcune sabbie bituminose e concessioni minerarie nell'area, a seguito di negoziati con il governo dell'Alberta e i gruppi indigeni. Questo parco provinciale è chiuso alla silvicoltura e ai nuovi progetti energetici. Ma i pozzi esistenti possono continuare a produrre e gli usi tradizionali del suolo indigeno sono consentiti.
Nel giugno 2019, l'UNESCO ha espresso preoccupazione per la gestione della salute ecologica del parco e dell'uso indigeno, notando il declino della qualità dell'acqua. Ha avvertito il parco che potrebbe essere cancellato dalla lista del patrimonio mondiale se le condizioni si deteriorassero troppo. In risposta, il Canada ha annunciato lo stanziamento di 27,5 milioni di dollari per risolvere i problemi. L'UNESCO ha messo in discussione il piano e non ha revocato la potenziale cancellazione del parco. Il Comitato del Patrimonio Mondiale ha esaminato il rapporto e il piano del Canada per la conservazione del parco nel 2021.

## Clima
Nel parco le estati sono molto brevi, ma le giornate sono lunghe. Le temperature variano tra 10 e 30 °C durante questa stagione. In media, le estati sono caratterizzate da giornate calde e asciutte. In alcuni anni, ci può essere uno schema di giornate fresche e umide. La media massima di luglio è di 22,5 °C mentre la media minima è di 9,5 °C. L'autunno tende ad avere giornate fresche, ventose e asciutte, e le prime nevicate di solito si verificano in ottobre. Gli inverni sono freddi con temperature che possono scendere sotto i -40 °C a gennaio e febbraio, i mesi più freddi. Il massimo medio di gennaio è di -21,7 °C mentre il minimo medio è di -31,8 °C. In primavera, le temperature si riscaldano gradualmente man mano che le giornate si allungano.

### Fauna selvatica

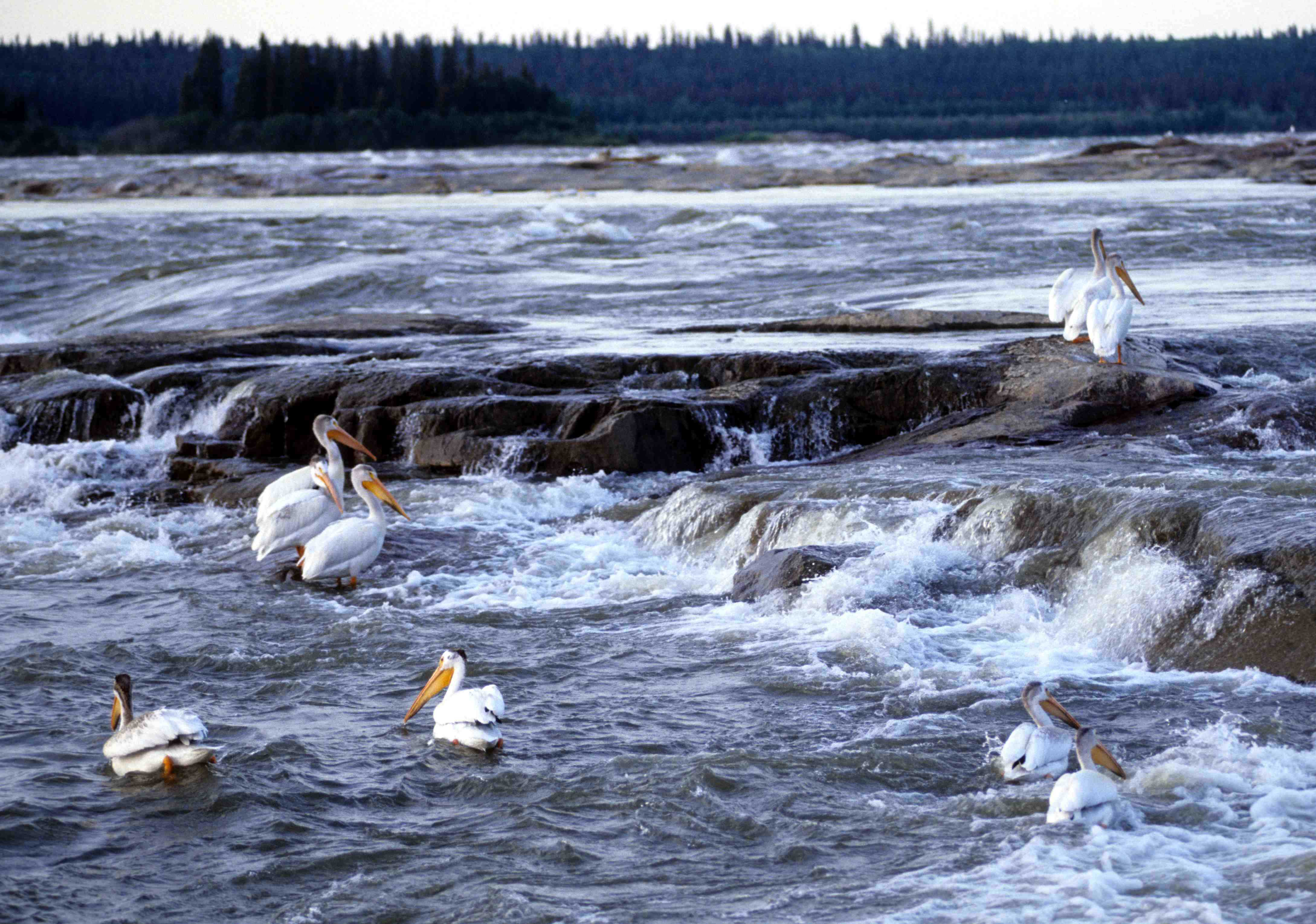
Pellicani bianchi americani alle Rapide degli annegati (Fiume degli schiavi)

Il Wood Buffalo National Park contiene una grande varietà di specie selvatiche, tra cui orsi neri americani, martore americane, aquile calve, linci canadesi, grandi gufi grigi, falchi, marmotte, castori nordamericani, lupi nordoccidentali, falchi pellegrini, volpi rosse, galli cedroni, gru sandhill, lepri con racchette da neve, gufi delle nevi, alci occidentali, gru americane, ghiottoni, bisonti dei boschi e la popolazione più settentrionale del mondo di serpenti giarrettiera dai lati rossi, che formano tane comuni all'interno del parco. Orsi grizzly, puma nordamericani, cavalli selvatici e buoi muschiati sono stati registrati all'interno e nelle vicinanze del parco.
Il Wood Buffalo Park contiene l'unico habitat naturale per la nidificazione della gru americana in via di estinzione. Conosciuto come Whooping Crane Summer Range, è classificato come sito Ramsar. È stato identificato attraverso il Programma Biologico Internazionale. La catena è un complesso di corpi idrici contigui, principalmente laghi e varie zone umide, come paludi e torbiere, ma comprende anche corsi d'acqua e stagni.
Nel 2007, la più grande diga di castori del mondo – lunga circa 850 metri – è stata scoperta nel parco utilizzando immagini satellitari. La diga, a 58°16.3′N 112°15.1′O, a circa 200 chilometri da Fort Chipewyan, era stata avvistata solo da satelliti e aerei ad ala fissa dal luglio 2014.